# Joe Strummer: The Future Is Unwritten
Joe Strummer: The Future Is Unwritten  es un documental del año 2007 dirigido por Julien Temple, acerca de Joe Strummer, el líder de la banda inglesa de punk rock The Clash. 
Fue estrenado el 20 de enero de 2007 en el Festival de Sundance; y también fue proyectado en el Dublin Film Festival, en febrero del mismo año. Lanzado en el Reino Unido el 18 de mayo de 2007 y en Estados Unidos el 2 de noviembre, teniendo una limitada difusión. Recibió buenos comentarios por parte de la crítica y ganó el premio al mejor documental en los British Independent Film Awards de 2007.
Como cantante, guitarrista y líder de The Clash, Joe Strummer marcó un cambio en la vida de muchas personas. Cuatro años después de su muerte, su influencia abarca el mundo entero. En The Future Is Unwritten, del director inglés Julien Temple, Joe Strummer es revelado no solo como una leyenda o músico, sino también como un verdadero comunicador de los últimos tiempos. El documental comparte tanto su historia punk como también anécdotas de sus amistades más cercanas desarrolladas durante el antes, el durante y el después de The Clash.

## Participaciones
| - Brigitte Bardot - Flea - Bono - Steve Buscemi - Terry Chimes - John Cooper Clarke - John Cusack - Peter Cushing - Johnny Depp - Matt Dillon - Dick Evans - Justine Frischmann - Bobby Gillespie - Alasdair Gillies | - Iain Gillies - Topper Headon - Damien Hirst - Mick Jagger - Jim Jarmusch - Mick Jones - Steve Jones - Anthony Kiedis - Don Letts - Bernard Rhodes - Martin Scorsese - Bobby Gillespie - Justine Frischmann - Joe Strummer |

## Crítica
Fue bien recibida por los críticos. En noviembre de 2007, llegó a un 84% de críticas positivas en Rotten Tomatoes, basado en 25 reseñas. En Metacritic, el documental logró un puntaje de 77 sobre 100, basado en once reseñas.
Marc Savlov de The Austin Chronicle la nombró como la octava mejor película del 2007. Stephanie Zackarek de Salon.com la colocó en el puesto número nueve de las mejores películas de 2007.

## Taquilla
En enero de 2008, el documental había recaudado 239.149 dólares en Estados Unidos y Canadá. En diciembre de 2007, había llegado a 718.872 en otros países.